# Шишлянников, Рафаил Абрамович
Рафаил Абрамович Шишлянников (28 октября 1896, с. Ново-Александровск, Иркутская губерния — 20 июня 1938, Коммунарка, Московская область) — советский государственный деятель, председатель Сахалинского окружного революционного комитета (1925—1926).

## Биография
Окончил Владивостокскую мужскую гимназию. В 1916 г. призван в армию и направлен в Петроградское пехотное училище. Участник революционных событий в Петрограде в 1917 г.
В 1920—1922 гг. — на подпольной работе в Приморье (партийный псевдоним — «Андрей»). Группа Р. Шишлянникова осуществляла функции разведки и контрразведки в созданном большевиками в Приморье нелегальном Военном центре (Техническом отделе). Наиболее удачной операцией было проникновение «Техотдела» в штаб оккупационной армии, когда под его руководством был завербован начальник русского отделения японского разведуправления капитан Балановский. Группа Р. Шишлянникова успешно добывала секретные приказы японского главнокомандующего генерала Ооя, сведения об армии атамана Семёнова, другую ценную информацию.
Член РКП(б) c 1920 г.
- 1922—1925 гг. — заместитель председателя Приморского губернского ревкома и заведующий отделом управления губернского исполкома,
- 1925 г. — член Полномочной комиссии ЦИК СССР по принятию Северного Сахалина,
- 1925—1926 гг. — председатель Сахалинского окружного революционного комитета,
- 1926—1929 гг. — заместитель председателя исполнительного комитета Дальне-Восточного краевого Совета,
- 1929—1934 гг. — председатель Горьковской краевой плановой комиссии,
- 1934—1937 гг. — начальник планового отдела Народного комиссариата водного транспорта СССР.

В июле 1937 г. был арестован. В июне 1938 г. Военной Коллегией Верховного Суда СССР за контрреволюционную деятельность был приговорен к высшей мере наказания. В 1958 г. Военной коллегией Верховного Суда СССР был реабилитирован.